# 化学グランプリ
化学グランプリ（かがくグランプリ）は日本全国の高校生（中学生以下でも参加可能）が化学の実力を競い合う大会である。1998年に試験的に第0回が開催され、翌年より正式に開催されている。参加費は無料である。また、科学オリンピックの国内予選の中では、最も多くの高校生が参加している。2011年までは「全国高校化学グランプリ」という名称で実施されていた。

## 大会概要
毎年7月の海の日に一次選考として筆記試験を行っている。2007年までは成績優秀者60名程度が選ばれていたが、2008年からは参加者が大幅に増えたことから成績優秀者80名程度が選ばれるようになった。また、参加者には電卓が支給される。2010年の一次選考参加者は2879人であった。
8月には二次選考として二泊三日の合宿形式で実験試験が行われ、三日目に一次選考の結果と合わせて、大賞(2006年以前は優秀賞)、金賞、銀賞、銅賞の受賞が決定する。なお、二次選考への進出者全員がいずれかの賞を受賞できる。
また、この大会は翌年の国際化学オリンピックの代表候補選抜も兼ねており、高校1、2年生の中から、代表候補が20名ほど選出される。

## 試験会場

### 一次選考
全国主要都市で開催され、年々選考会場が増えており、参加しやすくなってきている。（約50会場）

### 二次選考
- 1998年-1999年：私立開成学園
- 2000年-2003年：東京大学駒場キャンパス
- 2004年-2005年：東京農工大学小金井キャンパス
- 2006年-2008年：東京工業大学大岡山キャンパス
- 2009年-2010年：京都大学吉田キャンパス
- 2011年-2012年：慶應義塾大学日吉キャンパス
- 2013年-2014年：東北大学川内北キャンパス
- 2015年-2016年：名古屋大学東山キャンパス
- 2017年-2018年：筑波大学筑波キャンパス

※ 二次選考参加者には交通費支給あり

## 参加資格
参加資格は、「高校生または、高校と同等の学校（高等専門学校の場合は高校相当の学年）の生徒で、20歳未満の者」である。ただし、国際化学オリンピック代表候補生に選ばれるのは中学3年生から高校2年生までの生徒であり、約20名程度である。
日本数学オリンピックと同様、2009年より中学生以下も参加することが出来るようになった。

## 歴史
- 1998年 - 全国高校化学グランプリ1998（第0回）
- 1999年 - 全国高校化学グランプリ1999（第1回）
- 2002年 - この年より国際化学オリンピックの代表選抜を行うようになる。
- 2009年 - 2010年に東京で開催される国際化学オリンピックの代表選抜を兼ねた大会に。
- 2012年 - 名称を「化学グランプリ」に変更。